# Xenomigia sordida
Xenomigia sordida är en fjärilsart som beskrevs av Paul Dognin 1913. Xenomigia sordida ingår i släktet Xenomigia och familjen tandspinnare. Inga underarter finns listade i Catalogue of Life.